# Bosque estepario de Europa oriental
El bosque estepario de Europa oriental es una ecorregión de la ecozona paleártica, definida por WWF, que se extiende por Europa oriental, a lo largo de Bulgaria, Rumania, Moldavia, Ucrania y Rusia.

## Descripción
Es una ecorregión de bosque templado de frondosas que ocupa 727.200 kilómetros cuadrados en un área que se extiende desde el noreste de Bulgaria, pasando por el este de Rumanía, Moldavia y el centro de Ucrania, hasta el sur de los montes Urales, en Rusia. Se trata de una zona de transición entre los bosques del noreste del continente y las estepas del sureste.